# Alhaça (província)
Alhaça (em árabe: الأحساء; romaniz.: Al-Ahsa), é a maior província da região Oriental da Arábia Saudita. Abrange o maior oásis independente do mundo, declarado pelo Guinness World Records e, este oásis entrou para a lista de Patrimônio Mundial, tombado pela Organização das Nações Unidas para a Educação, a Ciência e a Cultura (UNESCO) no ano de 2018.
A capital da província de Alhaça é o município de Alhaça, que é formado pelas cidades Hofufe, Almubarraz, Al Oyun e Alunrã e pelas vilas Madinate Aljafre e Juata. A região metropolitana de Alhaça circunda o oásis, principalmente no lado sudoeste e possui 25 quilômetros no eixo norte-sul e 18 quilômetros no eixo leste-oeste.
O censo habitacional contabilizou 1.136.935 de habitantes no ano de 2010 e 1.241.140 de habitantes no ano de 2019, incluindo as vilas, sendo 19% de população não saudita.
No árabe clássico a palavra ahsa significa "o som da água fluindo do subterrâneo". Por possuir um grande sistema de água doce, Alhaça possui uma agricultura diversificada, sendo a região agrícola mais importante da Arábia Saudita e líder na produção de tâmaras. Outras duas importantes atividades econômicas da região são o turismo e a manufatura.

## Localização
Alhaça é delimitada ao norte pelo Cuaite, ao sul pelo deserto Rub' al-Khali, a leste pelo golfo Pérsico e a oeste pelo cinturão de areia de Aldana. Está a uma distância de 150 quilômetros a sudoeste de Damã e a 330 quilômetros a leste de Riade.

## História
Por ser uma região com muitas nascentes de água doce em um clima árido, o local é habitado desde a pré-história, com evidências de civilizações datadas de 4000 a.C..
A primeira menção de Alhaça foi encontrado na Geografia de Estrabão (criada em 63 a.C.), que descreveu a região como um importante centro de produção agrícola, onde seu porto conectava Alhaça com as civilizações da Mesopotâmia no norte e com as Civilização do Vale do Indo no sul.
No ano de 899, Abu Tair Aljanabi era líder carmata da região e declarou independência do Califado Abássida de Baguedade. Em 1077, os uiúnidas derrubaram o Estado carmata em Alhaça e, logo depois, os usfúridas dominaram a região e posteriormente foi dominada pelos jábridas. Entre os anos 1000 e 1200, a população foi estimada em 100 mil de pessoas.
No ano de 1550, Alhaça juntamente com Catife, ficou sob o domínio do Império Otomano de Solimão I. Em 1670, os Otomanos foram expulsos de Alhaçaa e a tribo Banu Khalid passou a chefiar a região. Em 1795, Alhaça foi incorporada ao Primeiro Estado uaabista saudita e, em 1818, voltou para o domínio dos Otomanos.
No ano de 1913, o fundador da Arábia Saudita Ibn Saud incorporou Alhaça e Catife ao Négede. Em 1922, através do Protocolo Uqair, a Grã-Bretanha reconheceu a soberania de Ibn Saud sobre territórios da fronteira entre o Négede e Cuaite reivindicados pelo emir Sheikh Ahmad Al Sabah do Cuaite.
Até o ano de 1953, Hofufe, se chamava Alhaça e era a capital da região leste. Depois, com a descoberta de petróleo na região, a capital foi transferida para Damã.

## Clima
Toda a província de Alhaça é quente e úmida, com média anual da temperatura entre 27°C e 30°C e umidade relativa entre 70% e 75%. Janeiro é o mês mais frio, com temperatura mínima chegando a 8.3 °C e máxima chegando a 20.4 °C. O mês de julho é o mais quente, com temperatura mínima chegando a 25.6°C e máxima chegando a 42.74°C. As temperaturas extremas absolutas variam de 0°C durante algumas noites de dezembro e mais de 50°C durante alguns dias no mês de janeiro.
O total anual de precipitação é de 61,83 mm. A estação chuvosa é no inverno, entre os meses de dezembro e abril. E durante o verão é totalmente seco.

## Geografia

### Oásis
O oásis de Alhaça possui uma área de 8.544 hectares e a maior parte desta área está entre 100 e 125 metros acima do nível do mar. Os limites sul, norte e leste possuem fronteira com grandes desertos de areia que, devido aos fortes ventos, fazem com que dunas móveis de areia invadam terras de cultivo, colocando o oásis em risco.
Há uma extensa área de cultivo no oásis, com aproximadamente 180 km2 de bosques de palmeiras e jardins. Assentamentos e aldeias tradicionais estão integrados aos bosques de palmeiras com alguns trechos de cultivo inteiramente cercados por áreas urbanas ou areias.

### Colinas (jabal)
As colinas mais importantes da região sãoː
- Alcarma - Localizado no sul de Alhaça. Possui 40 quilômetros no eixo norte-sul, 20 quilômetros no eixo leste-oeste e uma altitude de 250 metros acima do nível do mar.[2]
- Albureica - Localizado no limite leste do oásis. Possui 15 quilômetros no eixo norte-sul, 8 quilômetros no seixo leste-oeste e uma altitude de 220 metros acima do nível do mar.[2]
- Jabal Alcará - Localizado a 10 quilômetros  a leste de Hofufe. Possui uma altitude de 205 metros acima do nível do mar e alterna entre pequenos platôs e penhascos íngremes. E sua composição é de calcário, margas e argilas. As cavernas de Jabal Alcará são bem  conhecidas e sua entrada principal se localiza no lado leste da colina. As cavernas possuem cerca de 1,5 quilômetros de comprimento em uma área retangular de 132 x 216 metros.[2]

### Planícies (sabecas)
As planícies da região são compostas por argila, lodo e areia, e muitas vezes incrustada de sal. As principais planícies sãoː
- Alasfar - Localizado na região nordeste do oásis. Possui uma área de 6.000 hectares e uma parte desta planície é ocupada pelo Lago Alasfar.[2]
- Assifala - Localizado ao norte de Al-`Oyun e possui uma área de 5.000 hectares. Nesta região há uma alta exploração do sal.[2]
- Atarafe - Localizado na região sul do oásis.[2]

### Nascentes
Até o ano de 1969, haviam 162 nascentes, entre 1 metro a 3 metros de profundidade. E 336 poços, com alguns chegando a 250 metros de profundidade. As principais nascentes estão localizadas a leste de Hofufe e ao redor da aldeia de Almutairifi na fronteira centro-oeste do oásis.
Antigamente, o sistema fluvial era drenado às sabecas, que serviam de bacias de captação de água salgada durante os invernos. E os habitantes usavam, como sistema de irrigação agrícola, a gravidade para levar água para os canais e cursos de água e com isso estava levando o esgotamento do lençol freático da região. Na década de 1970, elaboraram o Projeto de Irrigação e Drenagem que consiste em utilizar sistemas hidráulicos para tirar água dos canais e distribuir por todas as áreas agrícolas. Os canais de drenagem são feitos em concreto, e grande parte segue a encosta natural do oásis. No total, são 1.320 quilômetros de canais de drenagem.

## Agricultura
O cultivo de tâmaras é o mais importante da região, onde 93% das terras cultivadas do oásis são de tamareiras. Mais de vinte variedades deste fruto são produzidos no oásis, sendo a tâmara Khlas a de melhor qualidade. A tâmara, além de fazer parte da principal dieta básica da província, principalmente pelos beduínos, as de qualidade inferior servem de alimentação para os animais.
O cereal mais importante cultivado no oásis é o arroz, mas há o cultivo de outros cereais como o trigo, cevada e sorgo. O arroz é sensível ao frio, então seu cultivo é feito no final de maio e início de junho e colhido aproximadamente cinco meses depois e é plantado em rotação com vegetais de inverno como cebola, quiabo, beringela, feijão e tomate.
Uvas, figos, pêssegos, damascos, limões, lima, romãs, melancias, cenoura, pimentão, pepino, alface e abóboras também são cultivados no oásis para comercialização e pequenas quantidades de muitos outros cultivos são para consumo doméstico.

## Transporte
Alhaça possui um aeroporto internacional, com os voos internacionais bem limitados e sendo mais utilizado para voos domésticos. O aeroporto internacional mais utilizado é o Aeroporto Internacional Rei Fahd, que fica a 130 quilômetros de distância, em Damã. Há uma estação ferroviária localizada próximo ao centro histórico de Hofufe que liga a capital. Não há transporte públicos em Alhaça.

## Sítios arqueológicos
- Aim Quinas[2]
- Jauata[2]